# Saint-Léonard-des-Parcs
Saint-Léonard-des-Parcs là một xã ở tỉnh Orne Hauts-de-France tây bắc nước Pháp. Xã Saint-Léonard-des-Parcs nằm ở khu vực có độ cao trung bình 180 mét trên mực nước biển.